# Museo ospedale nella roccia e bunker antiatomico
Il Museo Ospedale nella Roccia e Bunker Antiatomico (vecchio nome: Ospedale Chirurgico d’Urgenza della Capitale, a volte in modo errato Ospedale Rifugio Antiaereo d’Emergenza) è un museo di Budapest.
È situato sotto il Castello di Buda ed è un impianto con una superficie di più di 2300 m², che venne usato sia durante la seconda guerra mondiale sia durante la rivoluzione ungherese del 1956. Nel periodo della guerra fredda fu trasformato in un impianto segreto con il nome in codice LOSK 0101/1, svolgendo il ruolo di „ospedale e rifugio antiaereo d’emergenza”. Qualche anno dopo l’annullamento del suo stato segreto, nel 2008 è stato aperto per il pubblico come Museo „Ospedale nella Roccia e Bunker Antiatomico” dove si può visitare la mostra Ospedale Rifugio Antiaereo Segreto e Bunker Antiatomico.
La più grande mostra di figure di cera d’Ungheria presenta la storia dell’ospedale, lo sviluppo della medicina militare e gli strumenti e equipaggiamento della protezione civile. La mostra è stata realizzata sotto la supervisione dell'Istituto e Museo della Storia Militare, della Direzione Nazionale di Gestione delle Catastrofi, della Direzione della Protezione Civile della Capitale e dell’Ospedale San Giovanni.
L'obiettivo primario del Museo è quello di rappresentare il valore della pace mostrando la faccia vera della guerra e di commemorare gli eroi di tutti i giorni: i medici, le infermiere e i volontari, che attestavano la loro umanità nel periodo più disumano del secolo XX.

## Storia

### 1939-1945
L’Ospedale nella Roccia si trova sotto il Castello di Buda. All'interno della collina del castello si trova un tortuoso sistema di grotte lungo circa 10 km, usato dai residenti del quartiere con continue trasformazioni e ingrandimenti. Allo scoppio della seconda guerra mondiale, i percorsi sono stati rinforzati. Hanno limitato il numero degli ingressi e molte parti separate della grotta sono state unite. Tutto ciò per far sì che le gallerie situate a 10-15 m sottoterra potessero servire come rifugio antiaereo in caso di bombardamenti. 
Visto che all’epoca il I° quartiere e il castello costituivano il distretto governativo, il sindaco della capitale, Dr. Károly Szendi, per ragioni di sicurezza antiaerea e sanitaria, ordinò la costruzione di un ospedale chirurgico d’urgenza – nominato „ospedale e rifugio antiaereo” – sotto il castello. Per ridurre i costi, l’impianto è stato formato adeguandolo alle grotte naturali – le stanze delle grotte sono diventate camere e i percorsi sono diventati corridoi. La costruzione si è svolta a ritmo serrato tra il 1939 e il 1944 e nel febbraio del 1944 venne aperto l’Ospedale Chirurgico d’Emergenza della Capitale. Il suo compito era l’assistenza sanitaria d’urgenza: riceveva sia civili sia militari, feriti durante i bombardamenti. All'inaugurazione era presente la vedova Istvánné Horthy (Ilona Edelsheim-Gyulai), l’infermiera capo della Croce Rossa Ungherese, che in seguito ci ha lavorato come infermiera. L’ospedale svolgeva la sua attività sotto la supervisione dell’Ospedale San Giovanni e come dirigente è stato nominato il chirurgo docente universitario Dr. István Kovács. Lui e altri quaranta medici lavoravano a turni nell’impianto. L'assistenza sanitaria è stata garantita da numerose infermiere volontarie della Croce Rossa, fra cui anche le contesse Sziráki e Andrássy. L’ospedale era stato progettato per accogliere quasi 300 persone. Secondo i testimoni, durante l’assedio di Budapest i saloni  erano affollati con 650-700 feriti. Chi non poteva ricevere un posto sui letti venne sistemato per terra, su barelle o su sacchi ripieni di paglia. Il tasso di mortalità era molto alto a causa delle epidemie e per la mancanza di strumenti e medicinali. A causa del sovraffollamento la temperatura era costantemente pari a circa 33-35 °C e spesso le bende venivano levate dai morti e riutilizzate su altri feriti.
L’ospedale curava sia civili che militari e per le donne era riservato un salone apposito. Ci vennero curati anche militari tedeschi, ma in genere loro andavano nelle gallerie riservate. Molti soldati tedeschi di origine ungherese – arruolati forzatamente nelle Waffen-SS – sono stati curati lo stesso. Dato che l’ospedale disponeva di due generatori, durante l’assedio si potevano eseguire diversi interventi medici e fare delle radiografie, mentre in molti altri ospedali questo non era più possibile. Nell’ospedale lavoravano più di 30 condannati ai lavori forzati e il capo della polizia del quartiere aveva impedito che fossero portati via, cambiando i vestiti con la divisa dei medici militari ungheresi e consentendo loro di lavorare in tranquillità. Per questo suo gesto il nome del capo della polizia, Dr. Kálmán Imre Koppány, è stato inciso sul „Muro dei Giusti”.  I medici avevano salvato migliaia di vite civili e militari. Quando i soldati tedeschi e ungheresi tentarono di sfuggire, anche i malati in grado di camminare lasciarono l’ospedale. L’istituto funzionò fino a maggio 1945 e i feriti rimasti furono portati gradualmente a casa o in altri ospedali in superficie. 
Falsità: L’ospedale non era mai stato dai russi con i lanciafiamme. Questo malinteso ha origine nel fatto che i feriti tedeschi avevano uno spazio riservato nelle grotte. I feriti non in grado di camminare erano stati uccisi con i lanciafiamme dai sovietici, perché anche sdraiati per terra lottavano con le armi e le granate. La pretesa dei sovietici era che nell’Ospedale della Roccia non ci fossero militari, quindi tutti i feriti erano stati vestiti con abiti civili. Così nell’Ospedale nessuno era rimasto ferito.

### 1946-1952
Una buona parte dell’attrezzatura dell’ospedale era stata portata via e così una società privata aveva affittato alcuni saloni fino al 1949. Producevano vaccini contro il tifo, esportando i prodotti in Juugoslavia. All’inizio degli anni ‘50, l’Ospedale nella Roccia era stato nominato un istituto in segreto. L’ospedale, oltre la qualifica “top-secret”, aveva ricevuto il codice LOSK 0101/1. Questa qualifica è stata annullata soltanto nel 2002. Fu la tensione durante la guerra fredda a promuovere l’ampliamento dell’ospedale realizzando nel 1952 un nuovo salone e attrezzando di nuovo tutto l’istituto.

### 1956-1957
Anche se non era ancora pronto per funzionare durante la Rivoluzione del 1956, il 25 ottobre l’ospedale aprì per curare i feriti civili e militari.  Per mancanza di infermiere le giovane alunne della Scuola Statale delle Infermiere aiutavano il lavoro dei medici dell’Ospedale San Giovanni. In quei tempi calamitosi ci nacquero sei bimbi ed una bimba. Dopo la sconfitta della rivoluzione, per un breve periodo funzionò come ospedale della prigione. Alla fine dell’anno i malati rimasti erano portati via (tranne Endre Bácskai chi è stato evaso) e condannati a prigione. Loro sono stati poi graziati nel 1963 grazie ad una amnistia.

### 1958-1962
Tra il 1958-1962 l’ospedale veniva espanso per essere operativo anche in caso di un attacco chimico o nucleare. In questo periodo era costruito un sistema di aerazione interno e il trattamento dell’acqua. Era ultimato anche un sistema di tubatura idrica e di pompe collegato direttamente al Danubio, un sistema di filtraggio contro i gas tossici ed un generatore d’energia elettrica. Il cuore di quest’ultimo erano i due motori diesel di locomotiva (ancora oggi funzionanti) di fabbricazione GANZ ed i generatori collegati. In questo modo l’ospedale poteva funzionare anche in caso di un blackout nella città. All'espansione lavoravano operai compromessi durante la rivoluzione del 1956, che non potevano lavorare altrove, perché lavorare all'interno della collina era molto duro. Il capo della costruzione, da parte della capitale era István Bakonyi. Il custode dell’ospedale era "lo zio Szabó", ex capitano della polizia segreta.

### 1962-2007
L’ospedale ultimato, ai suoi tempi molto moderno, continuava ad essere gestito dall’Ospedale San Giovanni. Secondo i progetti, medici ed infermieri scelti dovevano raggiungere la struttura per sopravvivere durante un attacco chimico o nucleare. Dopo 72 ore di blocco totale e tre settimane di blocco parziale, dovevano aprire l’ospedale per curare i sopravvissuti. Ma alla fine degli anni ‘60 a causa dello sviluppo delle techniche militari l’istituto è diventato obsoleto. Siccome nessuno ha mai osato chiuderlo, l’ospedale San Giovanni continuava la gestione e la Protezione Civile lo usava come magazzino. I medici e le infermiere continuavano gli esercitazioni fino agli anni ‘80, provando i ruoli in caso di conflitto. Fino il 2004 una famiglia di custode abitava nell’appartamento di servizio situato nella parte anteriore dell’ospedale e mantenevano l’ospedale sotto una severa riservatezza. Lo zio Mohácsi si impegnava per la ventilazione e per la manutenzione degli impianti elettrici e meccanici, mentre sua moglie, la zia Mohácsi, si occupava delle pulizie, delle sterilizzazioni e del rifare dei letti ogni due settimane. Dopo 2004, la manutenzione periodica è stata fatta dai tecnici dell’Ospedale San Giovanni. Tra il 2004-2006 il Teatro „Krétakör” usava occasionalmente l’ospedale per spettacoli. Nel 2006 con l’occasione del Giorno del Lascitto Culturale l’ospedale è stato aperto per il pubblico. Fino il 2007 l’ospedale non è stato né modernizzato né ristrutturato.
L’Ospedale nella Roccia oggi
Nel 2007, all’iniziativa dell’Istituto e Museo della Storia Militare, con il concorso di molti organizzazioni professionali, la società non profit „Ospedale nella Roccia” ha finanziato di rendere visitabile dal pubblico l’intera struttura. Nel 2007 per la Notte dei Musei la struttura è stata già aperta parzialmente per il pubblico. Dopo altri lavori eseguiti, dal marzo 2008 è stata aperta con una mostra in continua espansione, anno per anno, intitolata Ospedale Rifugio e Bunker Antiatomico. Sin dall'apertura del Museo, le ricerche e la raccolta dei ricordi dei testimoni sono in continuazione. Nel 2014 ha ricevuto il titolo ’Museo Tematico’ dal Ministero delle Risorse Umane ed il nome del Museo e della mostra è stato cambiato: Ospedalle nella Roccia e Bunker Antiatomico. Dal 2012 il Museo ha vinto ogni anno il Certificato d’eccellenza del Tripadvisor, il portale di viaggio più grande del mondo. Secondo la classifica del portale nel 2015 e 2016 l’Ospedale nella Roccia è il museo più popolare d’Ungheria. Nel 2014 il Museo ha vinto il premio speciale della Societá Pulszky. A Giugno 2016 al Museo sono stati aggiunti due mostre permanenti. La mostra dell’ „Assedio di Budapest” dimostra le lotte di Budapest del 1944-45, mentre la mostra di „Sono diventato Morte, il distruttore dei mondi” richiama l’attenzione dell’orrore delle armi nucleari in collaborazione con il Museo giapponese Hiroshima Peace Memorial.
- 2008 – Mostra di ospedale militare e assistenza sanitaria durante la Seconda Guerra Mondiale, la rivoluzione del 1956 e la Guerra Fredda
- 2008 – Mostra di bunker antiatomico e protezione civile (guerra fredda 1950-1970)
- 2008 – Centrale di allarme della Lega della protezione antiaerea (1944)
- 2009 – 65. Anniversario dell’apertura dell’Ospedale nella Roccia – Strumenti mediche militari tra 1940 e 1980
- 2010 – Programma scolastico – „Umani nell’inumanità”
- 2011 – Mostra memoriale Friedrich Born
- 2012 – Mostra delle Forze Speciali
- 2014 – 70. Anniversario dell’apertura dell’Ospedale nella Roccia – „L’Ospedale animato”
- 2016 – Mostra della bomba atomica - „Sono diventato Morte, il distruttore dei mondi”
- 2016 – Mostra dell’ „Assedio di Budapest”
- 2017 - Mostra delle bombe atomiche Hiroshima-Nagasaki